# SETI@Home
SETI@Home е проект за разпределени изчисления за домашни компютри, свързани в Интернет, стартиран и поддържан от Калифорнийския щатски университет в Бъркли, Калифорния. SETI е акроним на Search for Extra-Terrestrial Intelligence („Търсене на извънземен разум“). Целта на SETI@Home е да се анализират данните, постъпващи от радиотелескопа Аресибо, за радиоизлъчвания от извънземен разум. С над 5 милиона потребители от цял свят, това е най-сериозният и сполучлив пример за проект, базиран на разпределени изчисления.
От стартирането му на 17 май 1999, проектът е направил изчисления, които компютърът на университета би направил сам за над 2 милиона години. На 26 септември 2001, SETI@Home е извършил общо 1021 операции. Тази стойност влиза в Рекордите на Гинес като най-голямото изчисление, правено някога.
Софтуерът на SETI@Home за споделени изчисления е достъпен за всички основни операционни системи и се стартира както като скрийнсейвър, така и докато потребителят работи, като използва излишните ресурси на компютърния процесор за изследване.
Имало планове да се получават данни от обсерватория Паркес в Австралия и да се анализират и сигнали от южното полукълбо, но остават непотвърдени. Софтуерната платформа на SETI@Home е наречена „Отворена инфраструктура за мрежово изчисление, Беркли“ (Berkeley Open Infrastructure for Network Computing – BOINC), която позволява да се следят повече типове сигнали, а също и позволява на потребителите да допринасят за други проекти за споделени изчисления, базирани на BOINC платформа.
На 1 септември, 2004 е засечен интересен сигнал SHGb02+14a.